# EGO Game Technology Engine
L'EGO Game Technology Engine è un motore grafico sviluppato dalla Codemasters per la produzione interna di videogiochi e per la vendita a sviluppatori terzi.
Lo sviluppo del motore grafico è stato svolto presso la Codemasters Central Technology Unit e ha richiesto tre anni di lavoro. Il motore grafico si basa sul precedente motore grafico Neon Engine e oltre a innovazioni grafiche legate a una gestione avanzata delle luci include anche la fisica dei giochi implementando al suo interno anche un motore fisico. Il motore grafico è stato sviluppato per le console di ultima generazione e per computer.

## Videogiochi
- Colin McRae: DiRT (2007)
- Race Driver: GRID (2008)
- Colin McRae DiRT 2 (2009)
- F1 2009 (2009)
- Operation Flashpoint: Dragon Rising (2009)
- F1 2010 (2010)
- Operation Flashpoint: Red River (2011)
- Dirt 3 (2011)
- Bodycount (2011)
- F1 2011 (2011)
- DiRT Showdown (2012)
- F1 2012 (2012)
- F1 Race Stars (2012)
- GRID 2 (2013)
- F1 2013 (2013)
- GRID Autosport (2014)
- F1 2014 (2014)
- Dirt Rally (2015)
- F1 2015 (2015)
- F1 2016 (2016)
- Dirt 4 (2017)
- F1 2017 (2017)
- F1 2018 (2018)
- Dirt Rally 2.0 (2019)
- F1 2019 (2019)
- GRID (2019)
- F1 2020 (2020)
- F1 2021 (2021)
- GRID Legends (2022)
- F1 22 (2022)
- F1 23 (2023)
- F1 24 (2024)
- F1 25 (2025)